# Caelidracones
Clade
Familles de rang inférieur
- †Anurognathidae Nopcsa, 1928

Caelidracones est un clade fossile de ptérosaures dans le clade des Monofenestrata. Ce clade des Caelidracones, du jurassique moyen au Crétacé inférieur, totalise huit collections référencées de fossiles selon PaleoDB en 2025. 

## Fossiles
Selon Paleobiology Database en 2025, ce clade des Caelidracones a huit collections référencées de fossiles. Ces collections de fossiles sont de l'Aalénien du Jurassique moyen à l'Aptien inférieur du Crétacé inférieur, c'est-à-dire date de 174,7-119,57 Ma avant notre ère . 

## Historique
Le clade des Caelidracones est décrit en 2003 par le paléontologue britannique David Unwin (1959-),. 
Les Caelidracones sont un groupe de ptérosaures appartenant au clade des Macronychoptera.
En 2003, le paléontologue David Unwin a nommé ce clade (c'est-à-dire une lignée monophylétique) Caelidracones. Sa définition était : le groupe constitué du dernier ancêtre commun d'Anurognathus ammoni et de Quetzalcoatlus northropi, ainsi que de tous ses descendants. 

## Étymologie
Le nom est dérivé du latin caelum, « ciel », et draco, « dragon ». Le terme signifie donc collectivement « dragons du ciel », en référence à un célèbre ouvrage sur les ptérosaures écrit par le paléontologue britannique Harry Govier Seeley en 1901 : Dragons of the Air.

## Taxons inclus: Famille des Anurognathidae
Selon PaleoDB en 2025, le seul taxon inclus dans le clade des Caelidracones est la famille des Anurognathidae avec une sous-famille Batrachognathinae avec le seul genre Sinomacrops, et les six genres sans sous-famille suivants :
Selon PaleoDB en 2025, cette famille des Anurognathidae a une sous-famille référencée :
- †Batrachognathinae Kellner, 2010 sous-famille monotypique avec une seule collection de fossiles, et un seul genre :
  - †Sinomacrops Wei et al., 2021 genre monotypique avec une seule espèce l'espèce type :
    - †Sinomacrops bondei Wei et al., 2021

Selon PaleoDb en 2025, la famille des Anurognathidae abrite aujourd'hui six genres (sans sous-famille) dont trois découverts dans les années 2000-2010 :
- † Anurognathus, le genre type, du Jurassique supérieur allemand ;
- † Batrachognathus du Jurassique supérieur du Kazakhstan ;
- † Dendrorhynchoides du Jurassique moyen de Chine[3] ;
- † Jeholopterus, du Jurassique moyen et supérieur de Chine[4] ;
- † Luopterus, Hone 2020 mais sans collection référencée de fossile, ni espèce connue selon PaleoDB.

- † Versperopterylus décrit en 2017 par Lü Junchang et ses collègues[5].

## Description
Unwin a nommé ce groupe après l'avoir déterminé par analyse cladistique. Les synapomorphies (caractéristiques dérivées communes) sont : un os carré central (Unwin fait référence au fait que la base même de l’os crânien était très proéminente), un cubitus plus long que le tibia (les membres de ce groupe avaient des membres postérieurs plus courts que leurs ancêtres), et un péroné mesurant moins de 80 % de la longueur du tibia, atteignant le calcanéum à la cheville, ce qui limitait encore davantage la rotation des jambes.
Selon l’analyse d’Unwin, les Caelidracones sont le taxon frère de la famille des Dimorphodontidae au sein des Macronychoptera et incluent les groupes Anurognathidae et Lonchognatha. Par conséquent, la plupart des ptérosaures appartiennent à ce groupe, à l’exception des plus basaux. D’autres études sur les relations entre les ptérosaures ont montré que les Anurognathidés et les Ptérodactyloïdes sont des groupes frères, ce qui limiterait les Caelidracones à ces deux clades. 

## Classification
Une synthèse des cladogrammes des Pterosauria donne la position relative de Caelidracones au milieu des autres familles :
- Pterosauria
  - Eopterosauria
    - Eudimorphodontoidea
      - Eudimorphodontidae

    - Preondactylia
      - Preondactylidae

  - Macronychoptera
    - Dimorphodontia
    - Novialoidea
      - Campylognathoididae
      - Lonchognata
        - Rhamphorhynchidae
        - Monofenestrata
          - Darwinoptera
          - Caelidracones
            - Anurognathidae
            - Pterodactyloidea
              - Archaeopterodactyloidea
                - Germanodactylidae
                - Euctenochasmatia
                  - Pterodactylidae
                  - Ctenochasmatoidea
                    - Gallodactylidae
                    - Ctenochasmatidae

              - Eupterodactyloidea
                - Pteranodontia
                  - Nyctosauridae
                  - Pteranodontoidea
                    - Pteranodontidae
                    - 
                      - Istiodactylidae
                      - 
                        - Boreopteridae
                        - 
                          - Anhangueridae
                          - Ornithocheiridae

                - Azhdarchoidea
                  - Tapejaridae
                  - Neoazhdarchia
                    - 
                      - Chaoyangopteridae
                      - Azhdarchidae

                    - 
                      - Thalassodromidae
                      - Dsungaripteridae

### Publication originale
- [2003] (en) D. M. Unwin, On the phylogeny and evolutionary history of pterosaurs. In E. Buffetaut, J.-M. Mazin (eds.), Evolution and Palaeobiology of Pterosaurs, vol. 217, coll. « Geological Society of London, Special Publications », 2003, 139-190 p. (DOI 10.1144/gsl.sp.2003.217.01.11), chap. 1.